# Kárpáthy Zoltán (színművész)
Kárpáthy Zoltán (Budapest, 1921. szeptember 25. – Budapest, 1967. október 17.) magyar színész.

## Életútja
1942-ben a Nemzeti Színház Kamaraszínházában játszott Hubay Miklós: Hősök nélkül című darabjában. 1946-ban szerezte diplomáját a Színművészeti Akadémián. Tagja volt a Belvárosi Színháznak és a Vígszínháznak is, majd 1951 és 1955 a Nemzeti Színház művésze volt. 1956-tól Győrött, Szegeden és Kaposvárott szerepelt, majd 1959-től haláláig az Irodalmi Színpad tagja lett, de fellépett a Kamara Varietében is. 1960 és 1961-ben az egri Gárdonyi Géza Színházban játszott. Alkata és orgánumának köszönhetően tragédiák főszerepeit alakította. 
Testvére: Erdei Klári a Magyar Rádió népszerű bemondónője volt.

## Fontosabb színházi szerepei
- Hamlet (Shakespeare: Hamlet)
- Antonius (Shakespeare: Antonius és Cleopátra)
- Lucentio (Shakespeare: A makrancos hölgy)
- Rank doktor (Henrik Ibsen: Nóra)
- Cauchon (George Bernard Shaw: Szent Johanna)
- Udvaronc (George Bernard Shaw: A cárnő)
- Szakhmáry Zoltán (Móricz Zsigmond: Úri muri)
- Timár Mihály (Jókai Mór: Az aranyember)
- Agárdi Péter (Heltai Jenő: A néma levente)
- Inas (Heltai Jenő: Úri jog)
- Gavrjuska (Nyikolaj Vasziljevics Gogol: Hamiskártyások)
- Csipkár (Németh László: Petőfi Mezőberényben)
- Joó Sándor (Darvas József: Kormos ég)
- Péter (Pavel Kohout: Ilyen nagy szerelem)
- Dr. Baranyai Burger Antal (Tabi László: Különleges világnap)
- Komornyik (John Osborne: Bamberg-vér)
- Ápoló (Thornton Wilder: Hiawatha-vonat)

## Filmek, tv
- Harlekin és szerelmese (1967)